# Palais de l'univers et des sciences de Cappelle-la-Grande
 (février 2024).
Si vous disposez d'ouvrages ou d'articles de référence ou si vous connaissez des sites web de qualité traitant du thème abordé ici, merci de compléter l'article en donnant les références utiles à sa vérifiabilité et en les liant à la section « Notes et références ».
Pour les articles homonymes, voir Plus.
Centre de Culture Scientifique, Technique et Industrielle, le PLUS est un équipement de la Communauté urbaine de Dunkerque. Lieu de partage, d’observation et de questionnement, il contribue à ce que les visiteurs deviennent des acteurs et des citoyens pleinement engagés dans ces transitions écologique, énergique et sociale.

## Historique
- 1989 : création du planétarium de Cappelle-la-Grande ;
- 1997 : ajout de deux salles d'exposition annexes ;
- 1998 : la Communauté urbaine de Dunkerque reprend la gestion du planétarium ;
- 2006 : lancement du nouveau chantier avec création de nouveaux espaces et d'une salle de projection ;
- 13 octobre 2009 : ouverture du PLUS, Palais de l'univers et des sciences.

## Présentation
Le PLUS met l'accent sur la sensibilisation des publics aux comportements permettant de préserver l'héritage de la planète, il contribue à l’éducation au développement durable.

## L'exposition Mission zéro: Dunkerque en route vers la neutralité carbone
Dunkerque, en route pour la décarbonation ! une nouvelle exposition sur les limites planétaires et la trajectoire du territoire dunkerquois qui invente le monde de demain : résilient, inventif, solidaire et durable ! 
Film inédit sur les limites planétaires, carbon corner pour calculer votre empreinte carbone individuelle, solutions, maquettes et manips, livres et jeux.

## Le planétarium
Le planétarium bénéficie des toutes dernières avancées technologiques : 5 projecteurs 4K pour couvrir l'ensemble du dôme et ainsi donner une illusion de 3D pour des séances animées sur 360°, avec une qualité d’image époustouflante en Ultra Haute Définition ! Ce nouveau système est pour tous l’occasion de vivre une expérience scientifique encore plus forte en émotion et en réalisme.
Il peut accueillir jusqu'à 117 personnes et propose plus de 25 séances adaptées pour tous les publics à partir de 5 ans. La séance se compose d’un film de 25 à 40 minutes, suivie d’une description du ciel étoilé et d’un retour sur les principales notions abordées au cours du film.

## Les ateliers de pratique scientifique
Le PLUS propose aussi une large programmation d'ateliers de pratique scientifique en biologie, astronomie et géologie. Ils sont généralement à destination des enfants, mais certains ateliers sont également prévus pour les adultes.